# Union nationale (Frankreich)

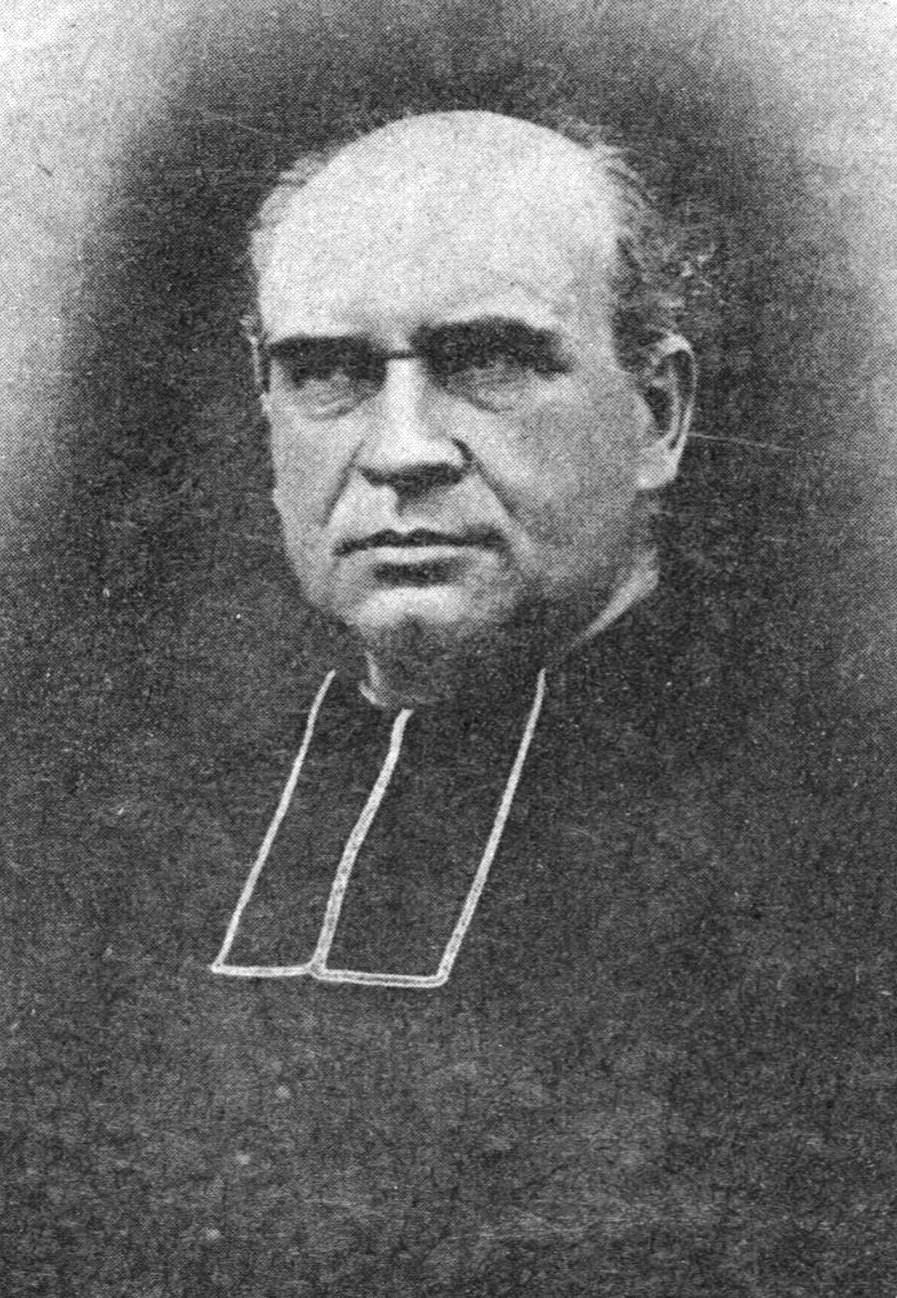
Abbé Garnier (France libre, 12. September 1897)

Die Union nationale (Nationale Union) war eine katholische politische Bewegung mit nationalistischer, antifreimaurerischer und antisemitischer Ausrichtung im Frankreich des ausgehenden 19. Jahrhunderts.

## Geschichte
Die Union nationale wurde 1892 von Abbé Garnier in den Räumen der katholischen Zeitschrift La Croix gegründet. Garnier hatte bereits seit 1888 eine ähnliche Organisation, die Action sociale catholique (Katholische Sozialarbeit) betrieben.
Im Zuge des von der Enzyklika Au milieu des sollicitudes eingeleiteten Ralliements akzeptierte die Organisation die Republik, um dort als Reaktion auf den Antiklerikalismus der Machthaber eine „liberale Republik“ zu fördern. Zum ersten Mal trat sie im Herbst 1892 in Erscheinung, als sie eine Petition gegen die Schulgesetze einreichte. Inspiriert vom Sozialkatholizismus schlug sie Maßnahmen zugunsten der Arbeiter und Bauern vor, lehnte den kollektivistischen und internationalistischen Sozialismus jedoch vehement ab. Ab den Parlamentswahlen von 1893 war sie auch auf dem Gebiet der Wahlen aktiv.

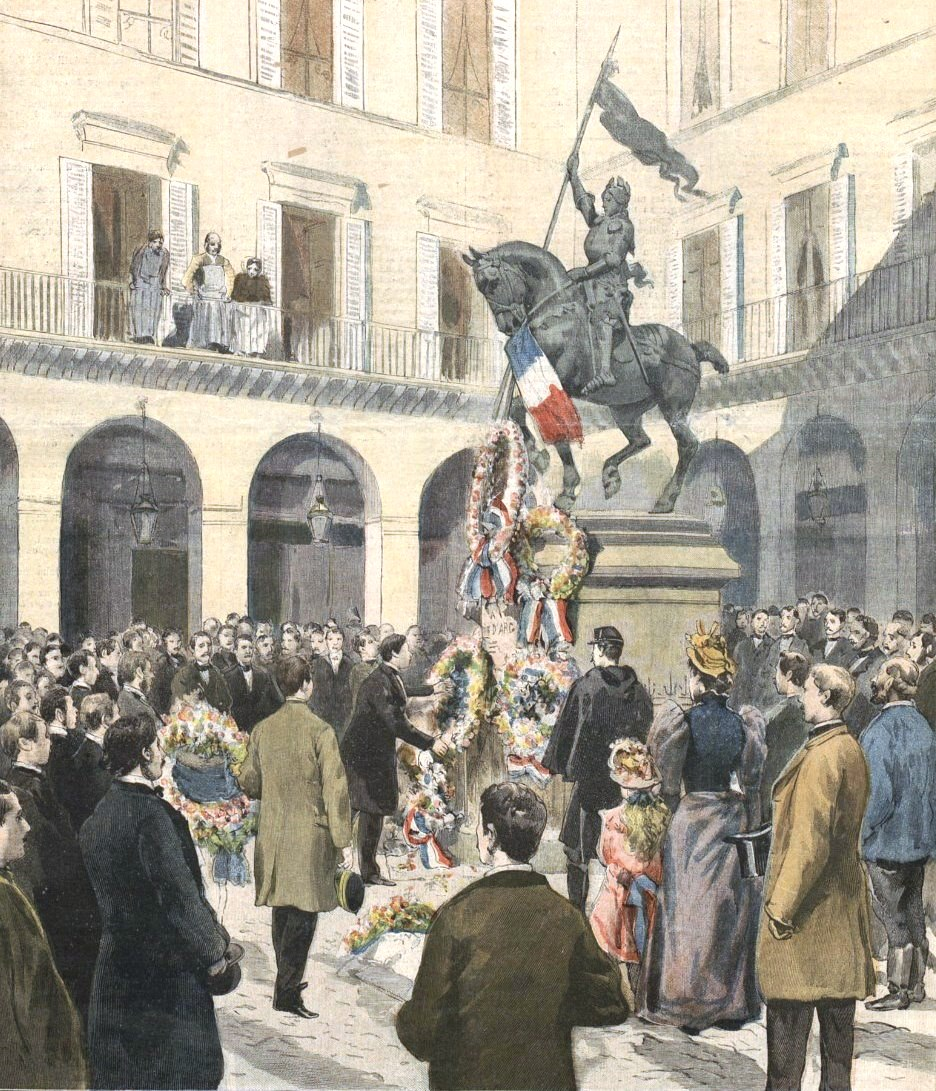
Demonstration der Union nationale vor der Statue von Jeanne d’Arc (Petit Journal illustré, 19. Februar 1894)

Am 4. Februar 1894 organisierte die Union nationale als eine der ersten Bewegungen eine patriotische Demonstration zu Ehren von Jeanne d’Arc vor dem Reiterstandbild der Heldin auf der Place des Pyramides. Im Jahr 1897 legte sie einen Kranz an der Straßburger Statue auf der Place de la Concorde nieder und nahm damit eine Tradition der Ligue des patriotes wieder auf. Ab demselben Jahr beanspruchten die Mitglieder der Union nationale die Bezeichnung „Nationalisten“ für sich.
Die Union nationale, die seit Dezember 1893 mit Le Peuple français über ein Presseorgan und eine große Mitgliederzahl (vielleicht 100.000) verfügte, hatte lokale Komitees in 18 Arrondissements von Paris und 35 Départements in der Provinz. Am 29. und 30. November 1896 fand ihr Nationalkongress in Lyon, der den Höhepunkt von drei weiteren Kongressen (antifreimaurerischer, antisemitischer und sozialer Kongress) der Christdemokratie bildete, mit einer sehr großen Teilnehmerzahl statt.
Trotz ihres aufrichtigen Republikanismus nahm die Union nationale bald royalistische Finanzierungen an und etablierte sich im Kontext der Dreyfus-Affäre auf der extremen Rechten. Sie unterstützte insbesondere die 1897 von Jules Guérin neu gegründete Ligue antisémitique und die Jeunesse antisémitique von Édouard Dubuc, bevor sie sich von diesen Ligen distanzierte. Die Union nationale veröffentlichte 1896 Schildchen, die auf die Schaufenster von Geschäften, die Juden gehörten, geklebt werden sollten und folgende Aufschrift trugen: „Bei einem Juden kaufen Sie nie / Frankreich muss den Franzosen gehören / Franzosen haben nur noch einen Wunsch / Vertreiben Sie die Juden aus dem Vaterland.“ Abbé Garnier veröffentlichte auch einen fremdenfeindlichen Artikel, in dem er die Einführung einer Ausländersteuer sowie die Abschiebung von Ausländern an die Grenze vorschlug, die „im Allgemeinen eher der Abschaum als die Sahne ihres Landes“ seien.
Bis 1898 war die Union nationale sehr aktiv, doch ab dem folgenden Jahr ging es bergab, hauptsächlich aufgrund finanzieller Schwierigkeiten. 1902 schloss Garnier seine Bewegung der Action libérale populaire von Jacques Piou an. Die Union nationale ging nach und nach in dieser politischen Partei auf, bevor sie um 1908 verschwand.